# Kochanka (jezioro)
Kochanka – jezioro przepływowe na Kociewiu, położone w całości w gminie miejskiej Starogard Gdański (powiat starogardzki, województwo pomorskie) na obszarze Pojezierza Starogardzkiego.
Powierzchnia całkowita: 16,40 ha.